# Missing (película de 2023)
Missing es una película estadounidense de misterio y suspenso de 2023 escrita y dirigida por Nick Johnson y Will Merrick (en sus debuts como directores), a partir de una historia de Sev Ohanian y Aneesh Chaganty. Es una secuela independiente de la película Searching de 2018. La película está protagonizada por Storm Reid, Joaquim de Almeida, Ken Leung, Amy Landecker, Daniel Henney y Nia Long. Su trama sigue a June Allen, una adolescente que intenta encontrar a su madre desaparecida luego de que esta desaparece de vacaciones en Colombia con su nuevo novio.
Missing tuvo su estreno mundial en el Festival de Cine de Sundance de 2023 el 19 de enero de 2023 y fue estrenada en los Estados Unidos el 20 de enero de 2023 por Sony Pictures Releasing. La película recibió reseñas generalmente positivas de los críticos.

## Reparto
- Storm Reid como June Allen, la rebelde hija adolescente de Grace[2]
  - Ava Zaria Lee como June niña
- Joaquim de Almeida como Javier Ramos, un colombiano que ayuda a June a buscar a su madre.
- Ken Leung como Kevin Lin, el nuevo novio de Grace.[2][3]
- Nia Long como Grace Allen, la madre desaparecida de June[2]
- Amy Landecker como Heather Damore, amiga de June y Grace[4]
- Megan Suri como Veena, la mejor amiga de June.
- Tim Griffin como James Allen,[4] el padre de June y esposo de Grace
- Daniel Henney como el agente Elijah Park, un agente del FBI[4]
- Michael Segovia como Angel, amigo de June.

## Producción
En agosto de 2019, se anunció que se estaba desarrollando una secuela independiente de Searching (2018), y el director de la película original, Aneesh Chaganty, aclaró que la historia no "seguiría los mismos personajes o trama que el original", lo que hace que la serie una antología En noviembre de 2020, la productora Natalie Qasabian dijo que la pandemia de COVID-19 había pospuesto la producción de la película, simplemente bajo el título Searching 2. En enero de 2021, se anunció que Will Merrick y Nick Johnson, los editores de la primera película y Run (2020), escribirían y dirigirían la película en sus debuts como directores, con material literario adicional de Micah Ariel Watson, y productor de Unfriended y Searching a Timur Bekmambetov como productor ejecutivo de la secuela con Ohanian, Chaganty y Qasabian. En los meses siguientes, Storm Reid y Nia Long se unieron al elenco. La fotografía principal se llevó a cabo del 30 de marzo al 30 de mayo de 2021 en Los Ángeles, California. En septiembre de 2022, se reveló que el título de la película era Missing, y la película se estrenará en 2023. En noviembre de 2022, el productor y coguionista Sev Ohanian reveló en Reddit que la película también estaría ambientada después de Run, sirviendo como un epílogo de los eventos de esa película, así como una continuación de Searching.

## Estreno
Missing se estrenó en el Festival de Cine de Sundance de 2023 el 19 de enero de 2023 y fue estrenada en cines en los Estados Unidos al día siguiente, el 20 de enero, por Sony Pictures Releasing a través de Screen Gems. Originalmente estaba programads para el 24 de febrero de 2023.